# Andromeda (dramat Pierre’a Corneille’a)
Andromeda (fr. Andromède) – tragedia Pierre’a Corneille’a wystawiona w sezonie 1649/1650, osnuta wokół mitu o uwolnieniu Andromedy przez Perseusza.

## Data powstania utworu
W 1647 roku Corneille na zlecenie kardynała Mazarina ułożył libretto Andromedy, tragedii z muzyką i maszynerią. Wystawienie utworu opóźniła choroba Ludwika XIV. Wincenty à Paulo przekonał królową regentkę, że choroba jest karą Bożą, którą może powstrzymać zakaz wszelkich niegodziwych rozrywek. Ostatecznie do premiery utworu doszło dopiero w grudniu 1649 lub w styczniu 1650. Miała ona charakter manifestacji rządu, który mimo rewolty książąt i wrogości parlamentu, chciał pokazać, że jest wystarczająco mocny, by urządzać zabawy. Kunsztowne widowisko ze śpiewem i tańcem bardzo podobało się publiczności.

## Osoby
| Osoba                     | Jej rola w dramacie            |
| ------------------------- | ------------------------------ |
| Jowisz                    | ojciec bogów                   |
| Junona                    | jego żona                      |
| Neptun                    | bóg mórz                       |
| Merkury                   | bóg handlu                     |
| Słońce                    |                                |
| Wenus                     | bogini miłości                 |
| Melpomena                 | muza tragedii                  |
| Eol                       | bóg wiatrów                    |
| Cymodocea, Efyra, Cydippa | nereidy                        |
| Cefeusz                   | król Etiopii, ojciec Andromedy |
| Kasjopeja                 | królowa Etiopii                |
| Andromeda                 | córka Cefeusza i Kasjopei      |
| Fineusz                   | książę Etiopii                 |
| Perseusz                  | syn Jowisza i Danae            |
| Tymant                    | kapitan straży królewskiej     |
| Ammon                     | przyjaciel Fineasza            |
| Aglanta, Cefalia i Liropa | nimfy Andromedy                |

## Treść
Akcja dramatu rozgrywa się w stolicy Etiopii nad morzem.

### Akt I
Kasjopeja skarży się Perseuszowi na gniew bogów. Zachwycona urodą swej córki, wychodzącej za mąż za Fineusa, zwróciła się do nereid czy jest wśród nich taka, która mogłaby się równać urodą Andromedzie. Zawstydzone boginki skryły się w głębinach morza, które wkrótce wystąpiło z brzegów, a przeraźliwy potwór morski zaczął pustoszyć stolicę. Wyrocznia Ammona, do której udał się król Cefeusz orzekła, że stwora może przejednać ofiara z sześciu dziewic. Odtąd co miesiąc los wskazuje jedną z dziewcząt, która ma być wydana potworowi. Pięć już zginęło, a oto nadszedł dzień losowania ostatniej. Dotąd los oszczędzał Andromedę, której małżeństwo z polecenia wyroczni zostało odłożone do czasu zaspokojenia bestii, królowa jest jednak niespokojna o los córki. Fineusz nalega na swego stryja, by oddał mu rękę Andromedy. Król jako ojciec pragnie szczęścia swej córki, jako władca uważa, że musi szanować prawo. Z nieba zstępuje Wenus, która przepowiada, że Andromeda jeszcze tego dnia wyjdzie za mąż i zaleca czynić przygotowania do ślubu. Fineusz nie posiada się z radości, natomiast zakochany w dziewczynie Perseusz nie widzi dla siebie szans na jej zdobycie.

### Akt II
Andromeda cieszy się zbliżającym się ślubem z Fineuszem, gdy Tymant oznajmia, że los wskazał jednak ją jako ofiarę. Dziewczyna uznaje się winna gniewu bogów. Fineusz oskarża Andromedę o chłód serca. Spiera się z jej ojcem o rozumienie woli bogów i prawo króla do postawienia życia córki ponad prawami obowiązującymi poddanych. Cefeusz uważa jednak, że nie może sprzeniewierzyć się swoim obowiązkom stróża prawa i porządku w państwie. Żegna się ze swą córką, która zostaje odprowadzona na miejsce kaźni. Perseusz ma nadzieję, że tego dnia dojdzie jednak od ślubu Andromedy, ale że jej małżonkiem zostanie osoba godniejsza niż Fineusz.

### Akt III

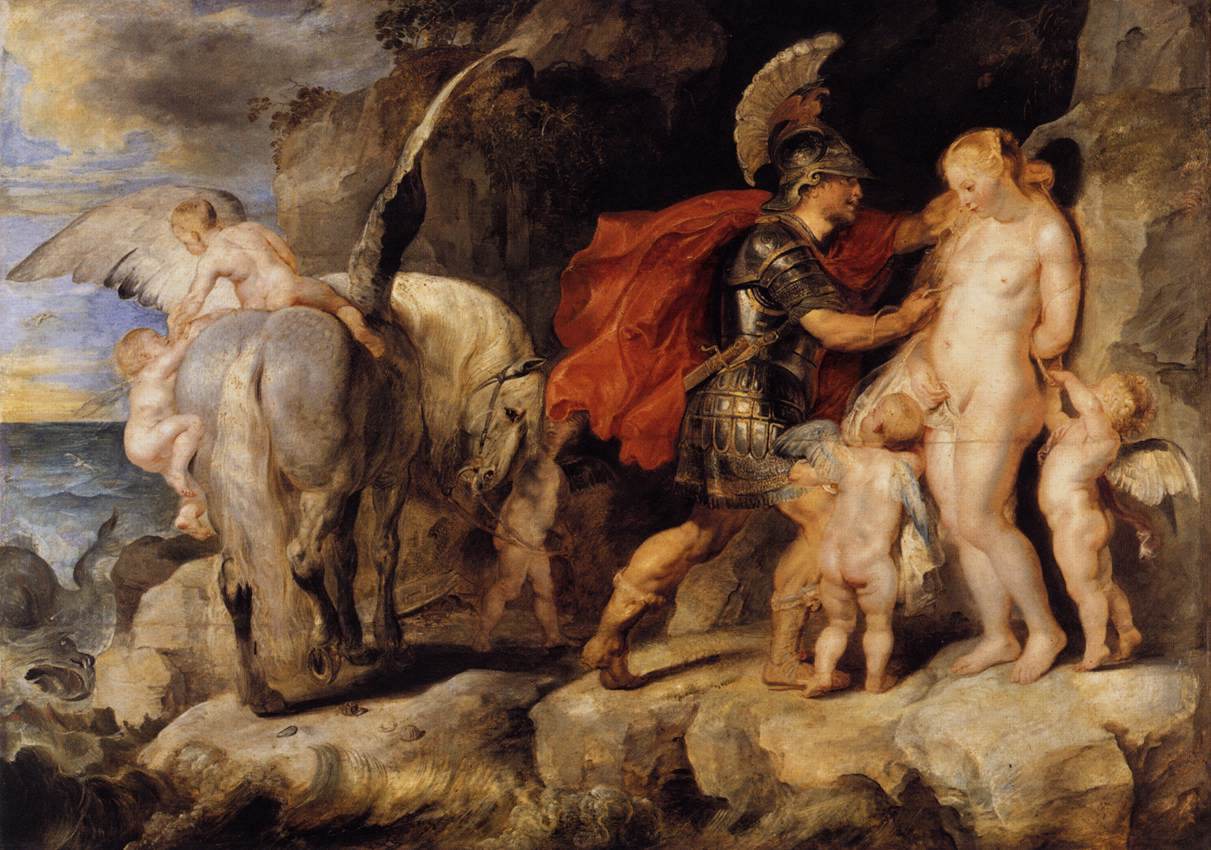
Perseusz ratujący Andromedę. P. P. Rubens

Andromeda zostaje przykuta przez dwa wiatry do skały nadmorskiej. Samotna oczekuje na śmierć. Zjawia się Kajsopeja i ubliża niesprawiedliwym bogom, którzy wydali na śmierć niewinną dziewczynę, a ocalili ją winowajczynię. Ma nadzieję rozgniewać nieśmiertelnych i skierować ich gniew przeciw sobie, ale niebo milczy. Wówczas urąga Fineuszowi, który nie pospieszył na ratunek ukochanej, a którego Andromeda broni. Kiedy Kasjopeja chce popełnić z rozpaczy samobójstwo, nadlatuje na Pegazie Perseusz. Kasjopeja obiecuje mu rękę córki. Młodzieniec staje do walki z potworem i pokonuje go, a następnie uwalnia Andromedę.

### Akt IV
Ocalona Andromeda zgadza się z wolą ojca oddać rękę zwycięzcy. Perseusz zwraca jej jednak wolność, chce by była szczęśliwa, a nie zniewolona. Poruszona jego miłością Andromeda zakochuje się w swym wybawcy. Fineusz zarzuca jej złamanie danego słowa. Dziewczyna uważa, że pozostawienie jej bez pomocy, na pożarcie potworowi, zwolniło ją z danego słowa. Fineusz postanawia siłą dochodzić swych praw. Tymant ostrzega go, że Perseusz jest synem samego Jowisza, Fineusz liczy jednak na pomoc Junony, niezadowolonej z miłostek męża. Junona potwierdza poparcie swoje i Neptuna. Kasjopeja udaje się nad morze przejednać Neptuna i jego córki ofiarą. Perseusz chce przed ślubem złożyć ofiary Junonie, patronce małżeństwa.

### Akt V

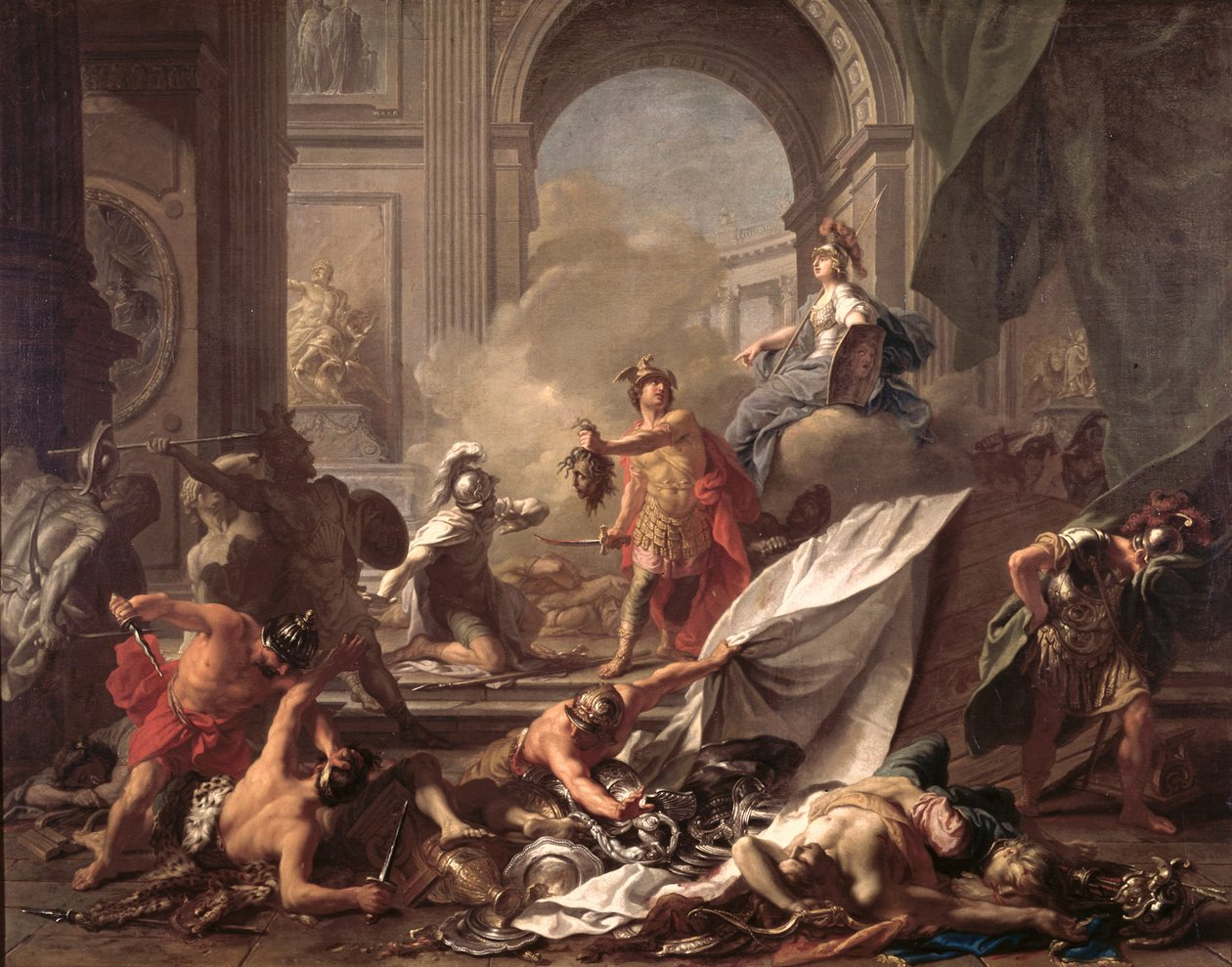
Perseusz przy pomocy Minerwy zamieniający Fineusza w kamień za pomocą głowy Meduzy. Jean-Marc Nattier.

Fineusz próbuje jeszcze raz zmiękczyć serce Andromedy. Kasjopeja twierdzi, że porzuciwszy Andromedę na pastwę potwora zrzekł się też do niej praw. Fineusz twierdzi, że nie miał latającego konia i głowy Gorgony, jak Perseusz, żeby pokonać smoka, Kasjopeja uważa, że bogowie wspomagają ludzi szlachetnych i śmiałych. Andromeda wyrzuca Fineuszowi, że grozi jej, podczas gdy Perseusz zdał się na jej wolną wolę. Fineusz odchodzi grożąc zemstą. Cefeusz przynosi wiadomości o przychylności Neptuna i Jowisza dla związku Andromedy z Perseuszem. Timant przynosi wiadomość, że Fineusz na czele swych stronników zaatakował Perseusza wychodzącego ze świątyni Junony. Kasjopeja chce wysłać mu na pomoc straże, Cefeusz jest jednak zdania, wobec wymowy znaków ofiarnych, że bogowie sami uratują swego bohatera. Jakoż kolejny zwiastun przynosi wiadomość, że Perseusz wezwał Fineusza na pojedynek, a gdy ten odmówił, zabijając jego towarzyszy, wyjął głowę Gorgony i zamienił napastników w kamień. Kiedy młoda para chce wejść do świątyni jej drzwi się zamykają. Przybywają bogowieː Jowisz, Neptun, Junona i Merkury. Jowisz ogłasza, że ziemia nie jest godna, by być miejscem ślubu jego syna. Zaprasza Cefeusza, Kasjopeję, Andromedę i Perseusza na gody w niebie, gdzie odtąd będą żyć razem z bogami, a nocami świecić ludziom na niebie. Wszyscy odlatują, podczas gdy chór śpiewa.

## Analiza
Tematu dostarczyła Corneille'owi mitologia. Skrzydlaty bohater zwycięża potwora i zdobywa serce tytułowej bohaterki. Mdleje jednak nieomal gdy zbliża się ukochanaː blednie, traci dar wymowy, tęsknie wzdycha. Nie dba o nic innego jak tylko o szczęście swej wybranki. Chętnie poniósłby śmierć, by Andromeda mogła żyć szczęśliwie.
Corneille zmodyfikował nieco wzięty z Metamorfoz Owidiusza mit. W dramacie Kasjopeja nie przechwala się wobec nereid swoją urodą, lecz urodą wychodzącej za mąż córki. Andromeda nie zostaje też bezpośrednią ofiarą matczynej pychy, ma być jedynie narażona na śmierć. Comiesięczna ofiara dla potwora jest losowana spośród dziewic stolicy. Kiedy rozpoczyna się akcja dramatu, ma się właśnie odbyć ostatnie, szóste, losowanie. Perseusz wędruje jako błędny rycerz i zjawia się na dworze Cefeusza miesiąc wcześniej. Zakochuje się w Andromedzie, ale nie śmie wyznać jej swojej miłości w obliczu trwających przygotowań do jej zamążpójścia. Wobec powszechnej w jego epoce znajomości gwiazdozbiorów Kasjopei, Andromedy, Perseusza i Cefeusza, autor zdecydował się też przenieść wesele młodej pary do siedziby bogów, a ich samych na nieboskłon.